# Los Sims historias de náufragos
Los Sims historias de náufragos (título original: The Sims 2 Castaway Stories) es un videojuego de simulación social lanzado oficialmente en España el 27 de febrero de 2008. Es la tercera y última entrega de la serie Los Sims historias.

## Sistema de juego
Se trata principalmente de un videojuego de simulación social, en la línea de los demás videojuegos de la serie Los Sims. En esta entrega, los sims están perdidos en una isla tropical. En el Modo Historia, los Sims podrán explorar la isla, construir un refugio, aprender a encontrar comida, y hacer que la vida les sea lo más divertida y cómoda... dentro de lo posible, claro. En el modo Clásico, se pueden crear Sims y determinar cómo evolucionarán en su nueva vida en un ambiente en el cual puede aparecer de todo en la playa.